# Positive Vibrations
Positive Vibrations è l'ottavo album del gruppo musicale blues rock inglese Ten Years After, pubblicato nel 1974.

## Tracce
Testi e musiche di Alvin Lee, eccetto dove indicato.
Lato A
1. Nowhere to Run – 4:02
2. Positive Vibrations – 4:20
3. Stone Me – 4:57
4. Without You – 4:00
5. Going Back to Birmingham (Little Richard) – 2:39

Lato B
1. It's Getting Harder – 4:24
2. You're Driving Me Crazy – 2:26
3. Look into My Life – 4:18
4. Look Me Straight into the Eyes – 6:20
5. I Wanted to Boogie – 3:36

## Formazione
- Alvin Lee - chitarra, voce
- Leo Lyons - basso
- Ric Lee - batteria
- Chick Churchill - organo